# William Moore
|  | Aquest article tracta sobre el ciclista. Si cerqueu l'atleta, vegeu «William Moore (atleta)». |

William "Willi" Moore (8 d'abril de 1947) va ser un ciclista britànic que va córrer durant els anys 70 del segle xx. El seu principal èxit esportiu fou una medalla de bronze als Jocs Olímpics de 1972, a Múnic, en la prova de persecució per equips, fent equip amb Michael Bennett, Ian Hallam i Ronald Keeble.

## Palmarès
- 1972
  -  Medalla de bronze als Jocs Olímpics de Múnic en persecució per equips, junt a Michael Bennett, Ian Hallam i Ronald Keeble
- 1973
  - 1r a l'Eddie Soens Memorial
  -  Medalla de plata al Campionat del món de ciclisme en pista de persecució per equips, junt a Richard Evans, Ian Hallam i Michael Bennett